# 浦江站
浦江站是杭温高速铁路上的中间站，位于中华人民共和国浙江省金华市浦江县岩头镇，距浦江县城9.5公里。车站由中国铁路上海局集团金华车务段管辖，办理客运业务，规模2台4线。车站站房于2022年6月动工，2023年12月主体结构封顶，2024年7月验收，2024年9月6日正式开通运营。

## 车站结构
浦江站站房宽157.5米、主体高度23.9米，地上二层，局部三层，总建筑面积14998平方米，为线侧下式站房。站房外立面以形似棱角分明的水晶石，展现了浦江作为“水晶之都”的城市特色。旅客进出站采用“下进下出”流线形式，其中一层候车大厅最高聚集人数600人；出站厅位于站房一层北侧。
浦江站站场规模为2台4线，含2条正线和2条到发线，和长450米、宽8米的站台各1座。站房和各站台通过一座宽10米的进出站地道连接。站对侧布置综合维修工区，设有3条维修线。
| 东↑ |      |                                                            |  |
|     | 侧式 |                                                            |  |
|     | 2    | 到发线                                                     |  |
| Ⅰ道 | 无   | （桐庐东站）杭温高速铁路 下行正线 往温州北站方向（义乌站） |  |
| Ⅱ道 | 无   | （桐庐东站）杭温高速铁路 上行正线 往杭州西站方向（义乌站） |  |
|     | 1    | 到发线                                                     |  |
|     | 侧式 |                                                            |  |
| 西↓ | 站房 | 进出站、接驳交通                                           |  |